# 西村右
西村 右（にしむら ゆう、1989年12月15日- ) は、和歌山県出身の日本の俳優、タレント、歌手である。

## 人物
- 身長181cm、O型
- 2010年、お台場で行われたシンデレラボーイズオーディションに選ばれる。赤坂サカスで行われた、森永製菓「カレ・ド・ショコラ」プロモーションイベントに杉本彩らと共演。通っていた大学を中退後、上京して原宿のギャルソンカフェに所属
- 話題のイケメンカフェ店員としてテレビ番組に次々と出演し、2011年に行われた視聴者の投票数で決まるTBS企画「美男コンテスト」では、グランプリを受賞。
- 元々興味があった音楽アーティストへの道を志すために所属事務所を退社し、バンドを結成。結成1年目からアメリカワシントン州で行われた「全米桜祭り」出演。3年連続で出演し、それをきっかけにPhiladelphiaなど、アメリカでのツアーも成功させる。

- 特技は卓球、歌うこと
- 休日はいつも銭湯
- ファンからは「みぎくん」「ゆうくん」と呼ばれている
- 動物が好きで野良猫を見つけてはいつも立ち止まるらしい
- お酒が苦手で、呑みの席でもジュースをのんでいる。

## 出演

### テレビドラマ
- 「美男ですね」(2011年9月・TBS）- 照明スタッフ西村右役

### テレビ番組
- 「くらべるくらべらー」(2011年7月13日・TBS）
- 「サキよみ ジャンBANG!」(2012年2月17日・テレビ東京）
- 「ノンストップ!」(2012年6月18日・フジテレビ）

### 舞台
- シンデレラボーイズ〜奇跡のアイドルユニット誕生〜 ミツル役

### その他
- 携帯サイト「イケメンスター☆」待受画像
- アニメ「BLEACH」10周年記念イメージキャラクターとして、週刊少年ジャンプ2週連続掲載